# Straight Through My Heart
"Straight Through My Heart" là bài hát do ban nhạc pop người Mỹ Backstreet Boys thể hiện. Nó đã được phát hành làm đĩa đơn mở đầu cho album phòng thu thứ 7 của nhóm, This is Us và là một trong hai sự cộng tác của họ với nhà sản xuất RedOne trong album. Ngày 23 tháng 7 năm 2009, bài hát ra mắt lần đầu tiên trên website chính thức của nhóm và ngày 28 tháng 7, nó được phát trên các sóng radio ở Canada. Đĩa đơn được phát hành trên iTunes ngày 19 tháng 8 ở một số nước châu Âu và ngày 28 tháng 8 ở Mỹ, trước khi được phát hành chính thức dưới dạng CD ngày 28 tháng 9 ở Anh và 29 tháng 9 ở Mỹ.

## Video âm nhạc
Video cho "Straight Through My Heart" đã được quay trong 2 ngày 7 và 8 tháng 8 năm 2009 ở Los Angeles, California. Video do Kai Regan đạo diễn và được phát hành ngày 27 tháng 8 trên Internet.

## Danh sách track
CD đĩa đơn Anh
1. "Straight Through My Heart" (Main Version) — 3:28
2. "Straight Through My Heart" (Dave Audé Radio Edit) — 3:53

Đĩa đơn quảng bá Anh
1. "Straight Through My Heart" (Main Version) - 3:28
2. "Straight Through My Heart" (Instrumental) - 3:28

## Remix khác
- "Straight Through My Heart" (Dave Audé Club) — 6:40
- "Straight Through My Heart" (Dave Audé Dub) — 6:11
- "Straight Through My Heart" (Dave Audé Radio) — 3:48
- "Straight Through My Heart" (Boothpimps Club) — 5:45
- "Straight Through My Heart" (Boothpimps Dub) — 4:30
- "Straight Through My Heart" (Jason Nevins Radio) — 3:35
- "Straight Through My Heart" (Jason Nevins Dub) — 5:35
- "Straight Through My Heart" (Jason Nevins Mixshow) — 5:35
- "Straight Through My Heart" (Mike Rizzo Funk Generation Club) — 6:23
- "Straight Through My Heart" (Mike Rizzo Funk Generation Radio) — 3:44
- "Straight Through My Heart" (Mike D Intro Mix) — 3:40
- "Straight Through My Heart" (Mike D Radio) — 3:26
- "Straight Through My Heart" (Matt Pendergast Remix) — 4:15
- "Straight Through My Heart" (Mr. Mig Club) — 7:51
- "Straight Through My Heart" (Mr. Mig Radio) — 3:18

## Xếp hạng
| Bảng xếp hạng (2009)                | Vị trí cao nhất |
| ----------------------------------- | --------------- |
| Nhật Bản (Japan Hot 100)            | 3               |
| Sweden Singles Top 60               | 10              |
| Bỉ (Ultratop 50 Flanders)           | 10              |
| Canada Singles Top 100              | 19              |
| Đức (GfK)                           | 22              |
| Slovak Airplay Chart                | 22              |
| Hungarian Airplay Chart             | 29              |
| Swiss Singles Top 75                | 30              |
| Ý (FIMI)                            | 37              |
| Austria Singles Top 75              | 45              |
| Scotland (OCC)                      | 5               |
| Anh Quốc (OCC)                      | 72              |
| Hoa Kỳ Dance Club Songs (Billboard) | 18              |